# Связь на Кубе
Связь является отраслью кубинской экономики, которая включает функционирование почты, телеграфа, телефона, радиосвязи, радиовещание и телевидение, интернет и сотовую связь.

## История

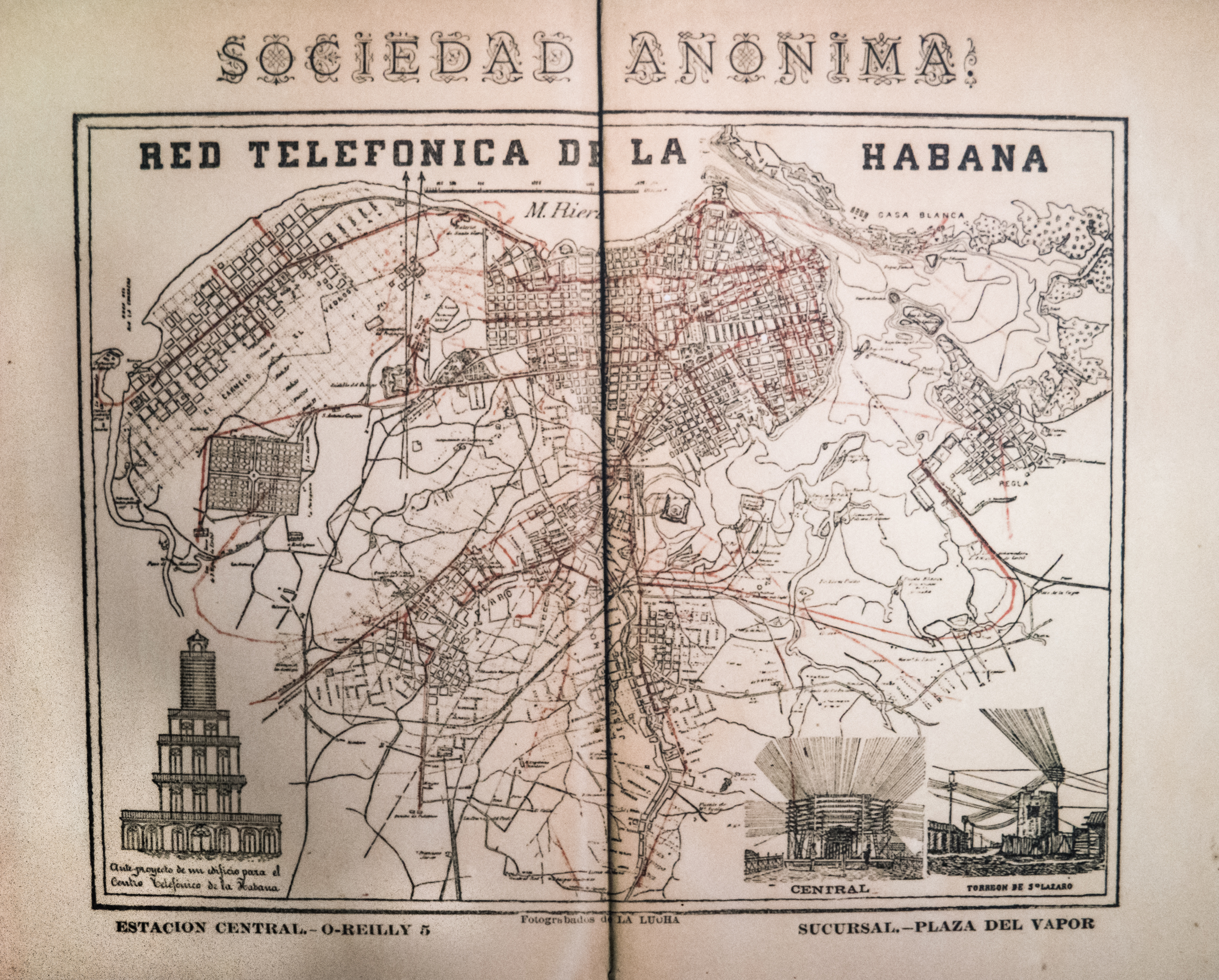
Карта первой кубинской городской телефонной сети (Гавана, 1895 год) в музее государственной компании ETECSA

В 1867 году между Кубой и США по морскому дну была проведена первая телеграфная линия, в 1890 году общая протяжённость телеграфных линий на острове составляла 3548 км.
После окончания испано-американской войны в 1898 году компании США начали активно инвестировать в экономику Кубы, в следующие десятилетия влияние США в стране увеличилось.
В 1910 году в стране насчитывалось девять станций искрового телеграфа и 4825 км телеграфных линий.
В 1914 году на Кубе началось радиовещание.
Октябрьская революция 1917 года и начавшийся после окончания первой мировой войны экономический кризис активизировали рабочее движение в стране, в 1918 году имели место забастовки кочегаров, литейщиков, печатников, табачников, железнодорожников, портовых рабочих, служащих телефонной компании, ресторанов и отелей, а также стачки трудящихся женщин, которые выдвигали требования увеличения заработной платы и введения 8-часового рабочего дня.
В 1950 году началось телевещание.
В период до 1959 года телефонная связь принадлежала американским компаниям (и даже в 1959 году 90 % предприятий связи находились в собственности или под контролем США). После победы кубинской революции, правительством Ф. Кастро было принято решение о реформировании экономики и национализации собственности, принадлежавшей иностранным (прежде всего — американским) корпорациям и сторонникам свергнутого диктатора Ф. Батисты.
- в начале 1959 года по распоряжению правительства была снижена плата за телефон[7]
- 3 марта 1959 года была национализирована телефонная компания «Cuban Telephone Company» (дочернее предприятие американской корпорации ИТТ)[8].
- 6 августа 1960 года правительство приняло распоряжение № 1, в соответствии с которым была национализирована частная телефонная компания «Кампания телефоника»[8]

Реформы нового правительства вызвали резкую реакцию со стороны руководства иностранных компаний и правительства США. С целью оказать давление на правительство Кубы, в 1960 году США установили торгово-экономическую блокаду Кубы.
В дальнейшем, развитие телекоммуникаций оказалось затруднено, однако в 1960-е-1980-е годы Куба получала помощь со стороны СССР и социалистических государств.
24 февраля 1961 года в Гаване начала вещание радиостанция, с 1 мая 1961 года получившая название «Радио Гаваны» («Radio Habana Cuba»).
24 мая 1962 года был создан Кубинский институт радио и телевидения («Instituto Cubano de Radio y Televisión»).
Куба присоединилась к Международной организации радиовещания и телевидения.
31 июля 1962 года было подписано соглашение о почтовых, телефонных и телеграфных связях.
В январе 1970 года Куба заключила соглашение с СССР о техническом содействии в развитии телефонной радиосвязи и телеграфной многоканальной связи через искусственные спутники Земли.
По состоянию на 1973 год, в стране действовала 41 радиостанция, радиопередачи на зарубежные страны велись на 8 языках (английский, французский, арабский и др.). Национальное телевидение насчитывало 19 телестанций.
В феврале 1975 года через искусственный спутник связи и наземную станцию космической связи «Карибе» начала работу телефонная линия Гавана — Москва.
В феврале 1976 года через систему «Интерспутник» начала работу международная линия прямой телефонной связи Гавана — Прага. В ноябре 1977 года был подписан договор с итальянской фирмой «Италкабле» об установлении через систему «Интерспутник» прямой телефонной, телеграфной и телексной связи с Италией, а через неё — с более чем 100 другими странами мира, с которыми эта фирма имеет связь.
В мае 1978 года через систему «Интерспутник» была открыта международная линия прямой телефонной связи Гавана — Мадрид. В 1979 году Куба установила регулярную связь с Европой через систему «ИБМ», а также смонтировала наземную станцию для связи с системой «Интелсат».

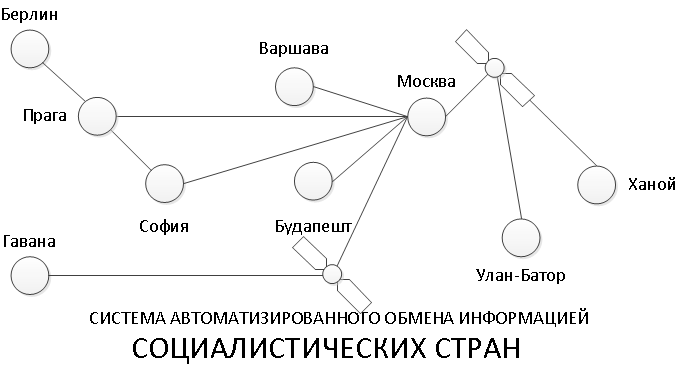
«Схема системы автоматизированного обмена информацией социалистических стран» — советская международная компьютерная сеть, к которой была подключена Куба

В 1983 году начала работу межконтинентальная линия спутниковой связи Гавана — Москва. В это же время началась компьютеризация страны (уже к 31 марта 1983 года было введено в эксплуатацию и функционировало 300 компьютеров). Некоторые компьютеры могли соединяться с другими компьютерами, в том числе за рубежом, по телефонным модемам и по спутниковым каналам. Советский институт ВНИИПАС обеспечил для Кубы такую спутниковую цифровую связь.
В первой половине 1980-х годов было восстановлено цветное телевещание в формате NTSC-M.
В декабре 1986 года в городке Сан-Антонио-де-лос-Баньос недалеко от Гаваны по инициативе Габриэля Гарсия Маркеса была открыта Международная школа кино и телевидения, которая начала подготовку специалистов для испаноязычных стран Латинской Америки (в настоящее время — «Международная школа кино, телевидения и видео», EICTV).
В 1990-е годы с помощью России в городе Бехукаль была построена станция спутниковой связи. В 1999 году Куба и Китай подписали соглашение об использовании станции в Бехукале для связи с китайскими спутниками.
В 1993 году на Кубе насчитывалось 2140 тыс. радиоприемников и 2,5 млн телевизоров.
В 1994 году была создана государственная компания «ETECSA S.A.» — единственный оператор мобильной связи под торговой маркой «Cubacel».
В январе 2011 года кубинские инженеры начали прокладывать оптоволоконный кабель протяжённостью 1552 км между кубинским городом Сантьяго-де-Куба и городом Ла-Гуайра в Венесуэле. Стоимость работ составляет 70 млн долларов США, срок эксплуатации кабеля — 25 лет.
В июне 2021 года на Кубе было освоено производство сотовых телефонов.

## Современное состояние

### Телефонная связь

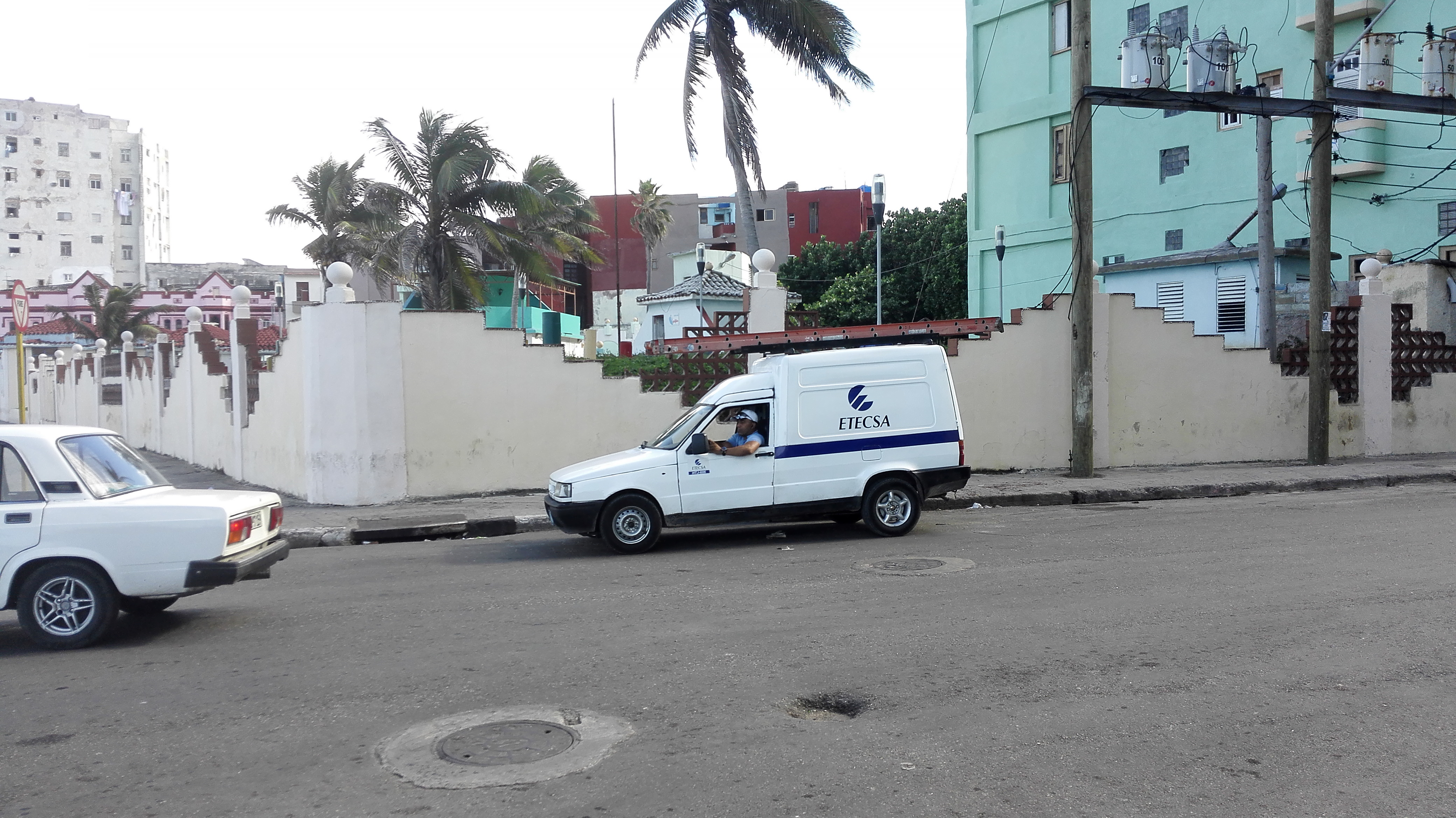
автомобиль телефонной компании ETECSA (Гавана, ноябрь 2015 года)

Международный телефонный код Кубы — +53.
В начале 1980х годов на Кубе было построено предприятие по производству телефонных коммутаторов, а из ГДР было получено оборудование для модернизации средств связи.
В 2000 году конгресс США принял решение использовать «замороженные» в США счета кубинской телефонной компании «Empresa de Telecomunicaciones S.A.» для «компенсации жертвам кубинского терроризма». По кубинским данным, за время с 1964 по 1999 годы на этих счетах должно было накопиться около 120 млн долларов. После принятия конгрессом этого решения правительство Кубы немедленно заявило, что это грабеж, и в октябре 2000 года был установлен дополнительный 10-процентный телефонный налог, который должен остаться, «пока кубинские деньги, противозаконно замороженные США, не вернутся на Кубу полностью с соответствующими процентами». Поскольку американские телефонные компании не стали выплачивать данный налог, правительство Кубы приняло решение о отключении с 15 декабря 2000 года телефонных линий, связывающих Кубу и США.

### Интернет и сотовая связь
В 1992 году Куба подключилась к компьютерной сети Usenet
Первым кубинским интернет-провайдером в 1996 году стала компания ETECSA.
В 2003 году начал работу второй интернет-провайдер — «Colombus».
Национальный домен .cu.
В июне 2009 года президент Венесуэлы Уго Чавес выделил 70 млн долларов на прокладку по дну Карибского моря между Венесуэлой и пунктом Сибоней в Сантьяго-де-Куба оптоволоконного кабеля ALBA-1. В феврале 2011 года прокладка кабеля общей протяжённостью около 1,6 тыс. км была завершена. В дальнейшем, ещё одно ответвление этого кабеля длиной 245 км соединит Кубу с Ямайкой. Кабель, эксплуатация которого предусмотрена в течение 25 лет, имеет выход 640 гигабит — в 3 тысячи раз больше, чем существующая на Кубе спутниковая интернет-связь.
В период с 2003 по 2010 год Куба инвестировала около 150 млн долларов в развитие мобильной связи. Первоначально, мобильные телефоны могли иметь только работники зарубежных фирм или кубинцы, занимающие ключевые посты в государственном аппарате. При этом, простые кубинцы, желающие обзавестись мобильным телефоном, обходили запрет, оформляя телефоны на имя иностранных граждан. 14 апреля 2008 года кубинским гражданам было разрешено свободное приобретение мобильных телефонов, что стало причиной массового распространения мобильной связи. С 11 декабря 2008 года стоимость подключения SIM-карты была снижена со 111 конвертируемых песо до 60 CUC. Тем не менее, для населения мобильная связь на Кубе осталась дорогой услугой.
На Кубе действует стандарт GSM 900, а в некоторых районах Гаваны и курортном Варадеро — GSM 850.
В апреле 2010 года мобильная связь действовала в большинстве регионов Кубы. Зона покрытия не распространялась лишь на 23 из 169 муниципалитетов, которые находятся в горных, заболоченных и труднодоступных районах. В дальнейшем, компания ETECSA объявила о снижении с 1 мая 2010 года стоимости переговоров при международных звонках, и о снижении с 1 июня 2010 года стоимости подключения SIM-карты до 40 CUC (около 40 долларов США).
Также, в 2010 году начала работу социальная сеть ZunZuneo.
3 июня 2013 года в стране открылись 118 интернет-кафе. В апреле 2014 кубинская государственная телекоммуникационная компания ETECSA сообщила о расширении доступа в Интернет и создании доступного домашнего интернета.